# Міжнародний день пам'яток і визначних місць
Міжнародний день пам'яток і визначних місць — відзначається щороку 18 квітня. Спрямований на підвищення обізнаності громадськості з різноманіттям культурної спадщини, її вразливістю та необхідністю ефективних зусиль заради збереження її для подальших поколінь.

## Історія
Міжнародний день пам'яток і визначних місць відзначається з ініціативи Міжнародної ради з питань охорони пам'ятників і визначних місць (ІКОМОС), внесеної 18 квітня 1982 року. Рішення про відзначення дати було прийнято Генеральною Асамблеєю ЮНЕСКО у 1983 році.
В останні роки ІКОМОС визначає тематику заходів на відзначення Міжнародного дня пам'яток та історичних місць. Таким чином, тематичні круглі столи, конференції, колоквіуми та інші акції фокусують увагу громадськості на певних подіях, національних або місцевих особливостей. У всьому світі цього дня організовуються відвідини визначних місць та пам'яток, проводяться конференції та круглі столи, створюють тематичні публікації в пресі.

## Відзначення в Україні
В Україні цей день має назву «День пам'яток історії та культури» і встановлений відповідно до Указу Президента України від 23 серпня № 1062/99, його відзначають щорічно 18 квітня.

### Пам'яткоохоронне законодавство України
В Україні «правові, організаційні, соціальні та економічні відносини у сфері охорони культурної спадщини з метою її збереження, використання об'єктів культурної спадщини у суспільному житті, захисту традиційного характеру середовища в інтересах нинішнього і майбутніх поколінь» врегульовані Законом України «Про охорону культурної спадщини». За цим законом об'єкти культурної спадщини, які перебувають на території України, охороняються державою.
Законом «Про охорону культурної спадщини» визначено також повноваження Кабінету міністрів України у сфері охорони культурної спадщини. Зокрема, занесення об'єктів культурної спадщини національного значення до Державного реєстру нерухомих пам'яток України та внесення змін до нього щодо пам'яток національного значення; подання у відповідні міжнародні інстанції пропозиції про занесення пам'ятки до Списку всесвітньої спадщини; надання дозволу на переміщення (перенесення) пам'ятки національного значення; затвердження Списку історичних населених місць України та змін, внесених до нього; оголошення комплексів (ансамблів) пам'яток історико-культурними заповідниками державного значення та територій історико-культурними заповідними територіями.

## Міжнародна хартія з охорони й реставрації нерухомих пам'яток і визначних місць
Визначні історичні місця мають бути об'єктами особливої турботи з метою охорони їхньої цілісності й забезпечення умов їх сучасного використання, упорядкування та виявлення значущості.